# Хельпт
Хельпт (нем. Helpt) — община в Германии, в земле Мекленбург-Передняя Померания.
Входит в состав района Мекленбург-Штрелиц. Подчиняется управлению Вольдег.  Население составляет 359 человек (на 31 декабря 2010 года). Занимает площадь 22,37 км².